# Katedrála svatého Vavřince (Perugia)
Katedrála svatého Vavřince v Perugii (italskyCattedrale Metropolitana di San Lorenzo; Duomo di Perugia) je římskokatolická katedrála ve městě Perugia, v Umbrii ve střední Itálii. Je zasvěcená sv. Vavřinci, spolupatrony jsou sv. Konstantin a sv. Herkulaneus. Dříve byla sídlem arcibiskupů z Perugie, od roku 1986 je arcibiskupským sídlem spojené arcidiecéze Perugia-Città della Pieve.

## Dějiny
Původ biskupství sahá do 2. století, kdy na náměstí stál antický Vulkánův chrám. Při útoku Gótů zde byl zajat a umučen první biskup Herkulaneus, spolupatron města. Tehdejší sídlo katedrály bylo v Perugii na různých místech. Teprve v letech 936-1060 vznikla nová kamenná stavba na místě, odpovídajícím transeptu současné katedrály.
Stavba této katedrály, plánované od roku 1300 a od počátku zasvěcené svatým Vavřinci a Herkulanovi, (svatému patronovi města), byla zahájena 20. srpna roku 1345 a dokončená v roce 1490. Obklad její fasády kosočtverci z bílých a růžových mramorových desek nebyl nikdy dokončen. Na hlavním průčelí zůstal jen zkušební úsek obkladu. Oficiální vysvěcení provedl teprve papež sv. Pius V. v roce 1569. Vnější úpravy a donace pocházejí hlavně z období baroka.

## Architektura

### Exteriér

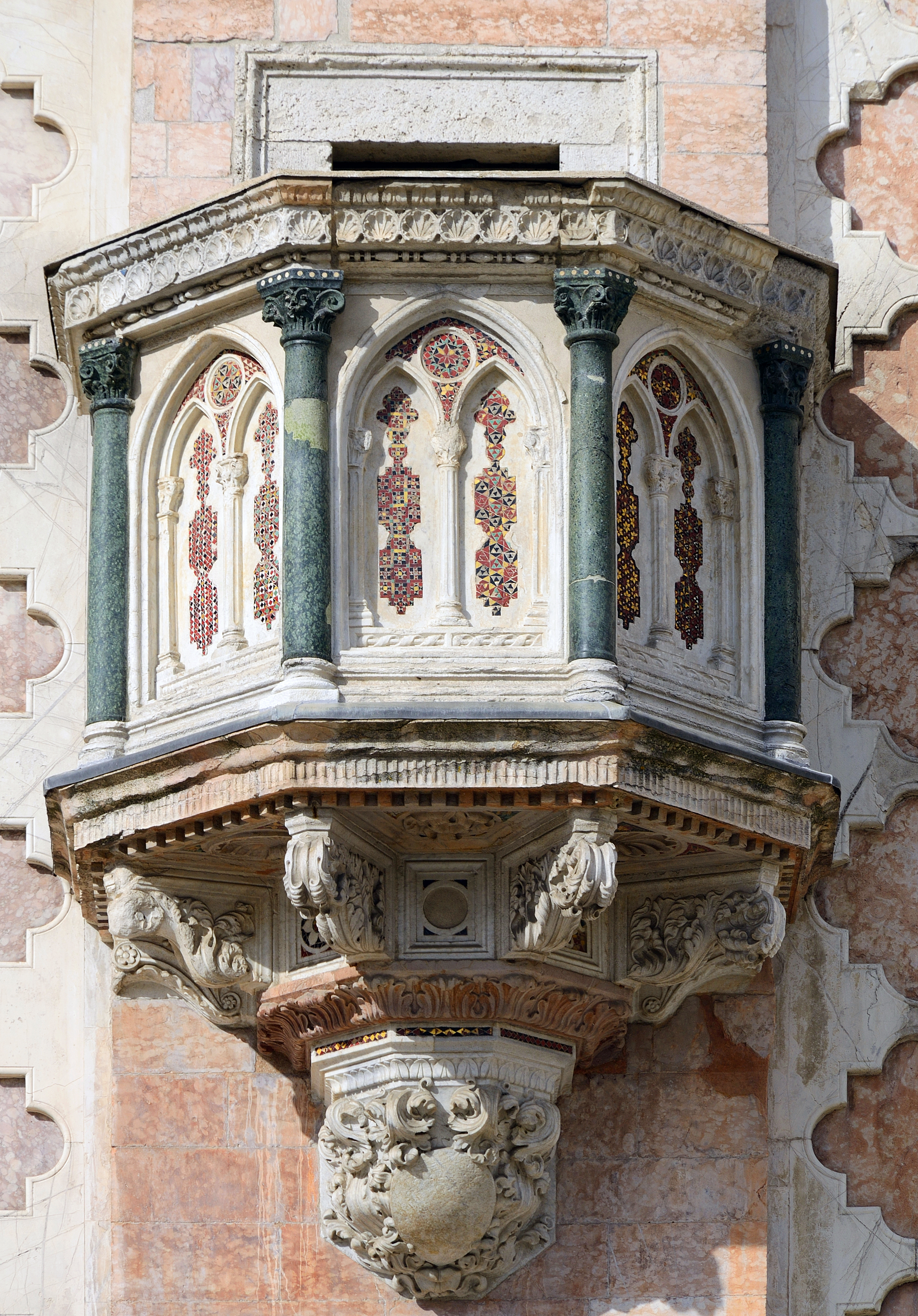
Kazatelna Bernardina ze Sieny

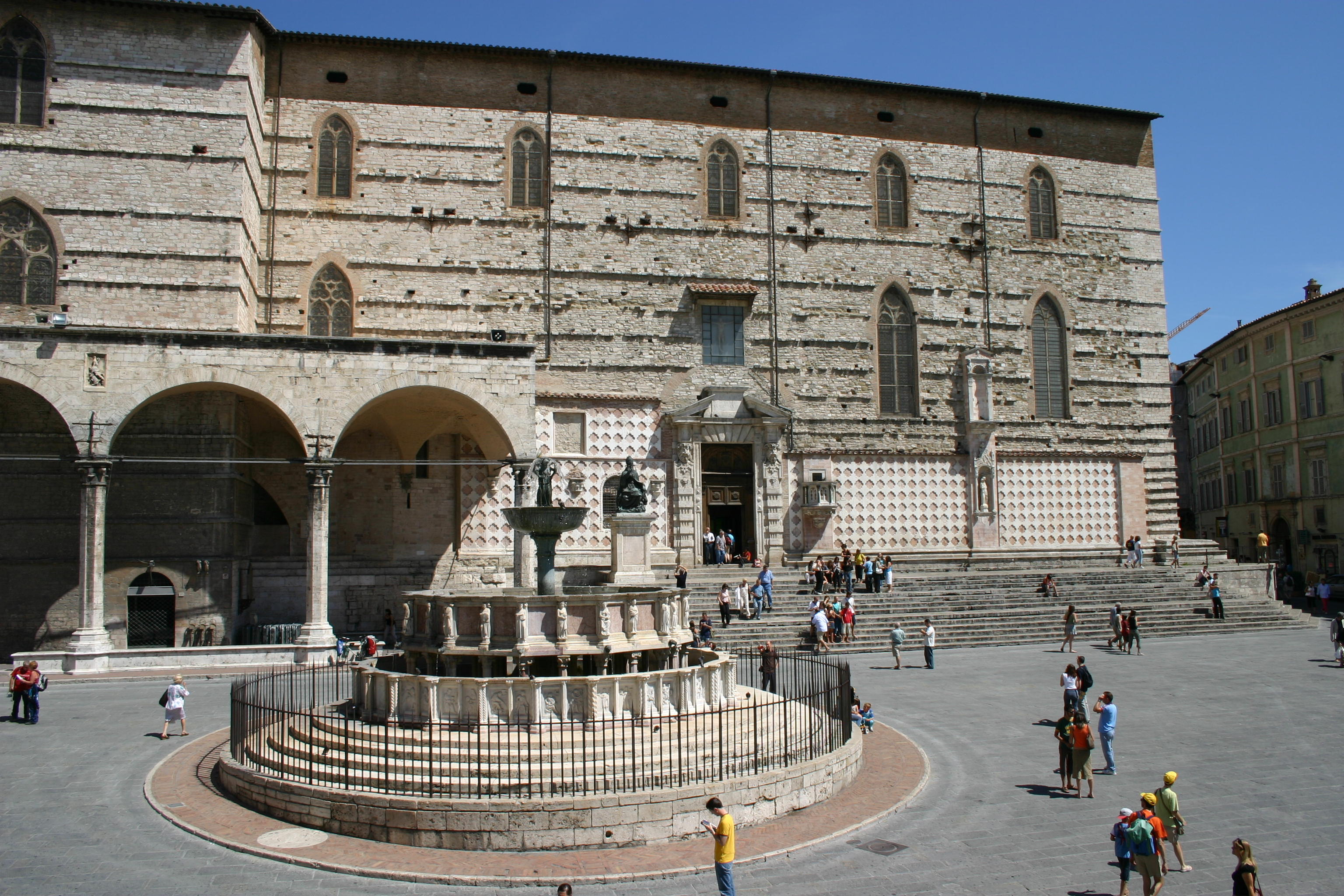
Jižní průčelí s Bracciovou lodžií a kašna Fontana Maggiore.

Gotické halové trojlodí katedrály na půdorysu latinského kříže má široký transept s křížovými klenbami nesenými dvěma řadami šestibokých sloupů a chór s polygonálním (pětibokým) závěrem. Projektovaná věž nebyla postavena. Oba portály jsou barokní: 
- Západní průčelí - hlavní vchod z náměstí 4. listopadu (Piazza IV Novembre)  á plastický bosovaný portál se dvěma maskarony, který vytesal Pietro Carattoli roku 1729. V nice socha Madony, jeden úsek fasády osazen mramorovými deskami přibližně kosočtverečného tvaru s laločnatým obrysem

Jižní boční fasáda' se obrací na Dantovo náměstí (Piazza Dante). 
- Bosovaný portál s dvěma hermovkami satyrů na pilastrech navrhl Galleazo Alessi roku 1568, z travertinu vytesal Ippolito Scalza.
- V nadpraží v zaskleném obdélném okně renesanční krucifix, dar rodiny Peruginů.
- Kamenná kazatelna sv. Bernardina ze Sieny z bílého mramoru vykládaná mozaikou, sloužila františkánu Bernardinovi ke kázání davům shromážděným na náměstí
- Bronzová socha papeže Julia III. před kostelem, autor Vincenzo Danti (1555)
- Bracciova lodžie: protorenesanční portikus roku 1423 objednal Braccio da Montone, navrhl jej pravděpodobně Fioravante Fioravanti da Bologna
- kašna Fontana Maggiore před kostelem
- vlevo od vchodu bosovaný portál vstupu do Kapitulního muzea

### Interiér

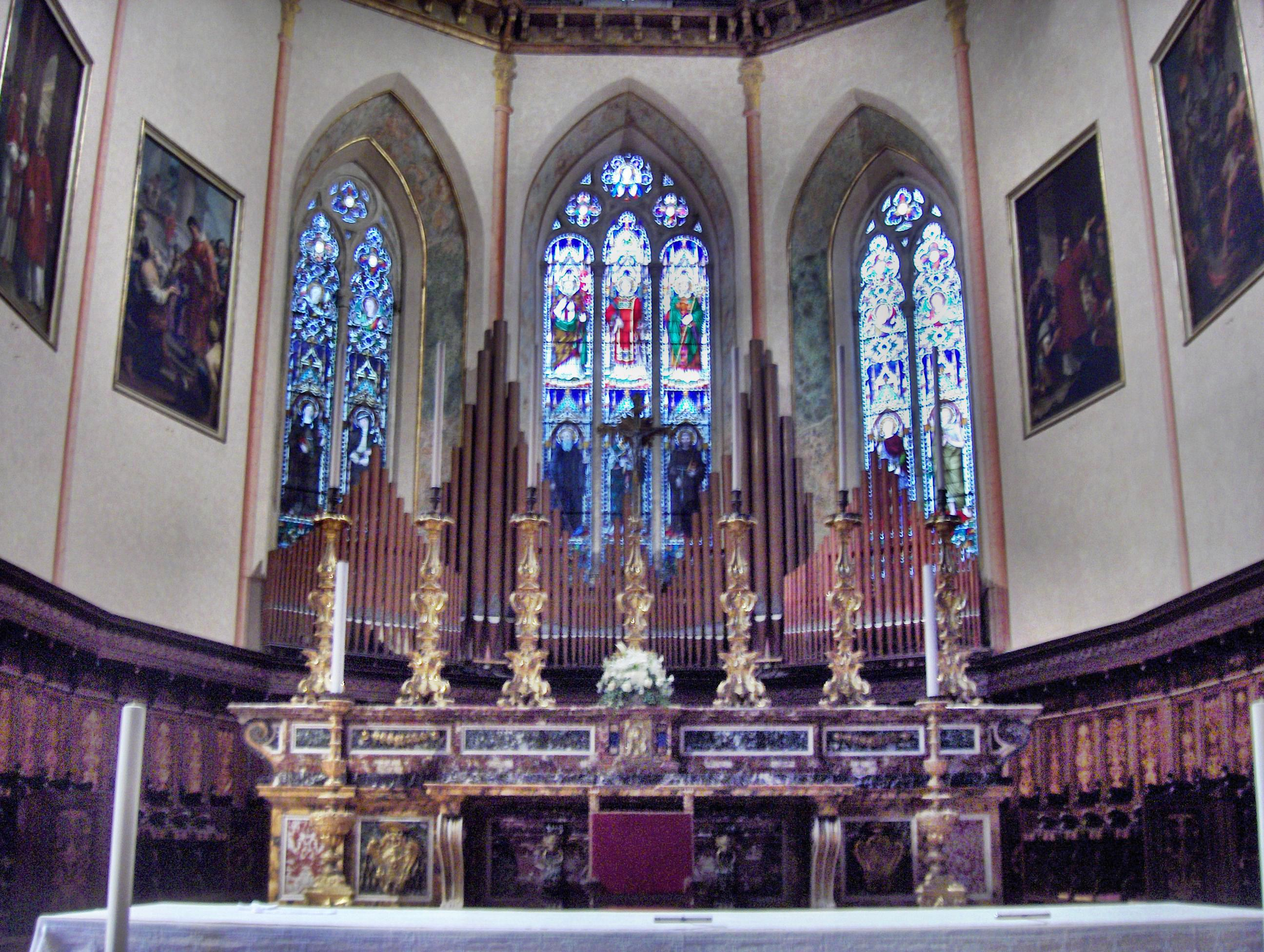
Apsida s varhanami

- vpravo od vchodu: pohřben Andrea Baglioni, biskup z Perugie († 1451), autor: Urbano da Cortona; vitráž Arrigo Fiammingo, 16. století
- renesanční křtitelnice v soudobém dekorativním kamenném výklenku; malba Seslání Ducha svatého na pokřtěného Krista až z konce 19. století
- Kaple sv. Onufria
- Kaple sv. Bernardina ze Sieny, obraz Snímání z kříže namaloval Federico Barocci roku 1569
- Kaple Svatého prstenu a sv. Josefa; obraz Zasnoubení Panny Marie se sv. Josefem z 19. století; drobná relikvie v podobě snubního prstenu sv. Josefa visí pod stříbrnou korunkou.
- Oltář u sloupu mezilodní arkády: renesanční obraz Madonna delle Grazie, madona oběma rukama žehnající lidu[1]
- Chór: chórové lavice z roku 1486 vyřezali Giuliano da Maiano a Domenico del Tasso; oltářní obraz „Madonna delle Grazie“, autor Orazio Alfani (1572) a Giannicolo di Paolo, žáka Peruginův.
- Sakristie: renesanční nástěnné malby Antonio Pandolfi, 16. století; intarzovaný nábytek vytvořil Mariotto di Paolo v 15. století

## Kapitulní knihovna
Iluminované rukopisy od 11. do 16. století, inkunábule a vzácné tisky až do 19. století.

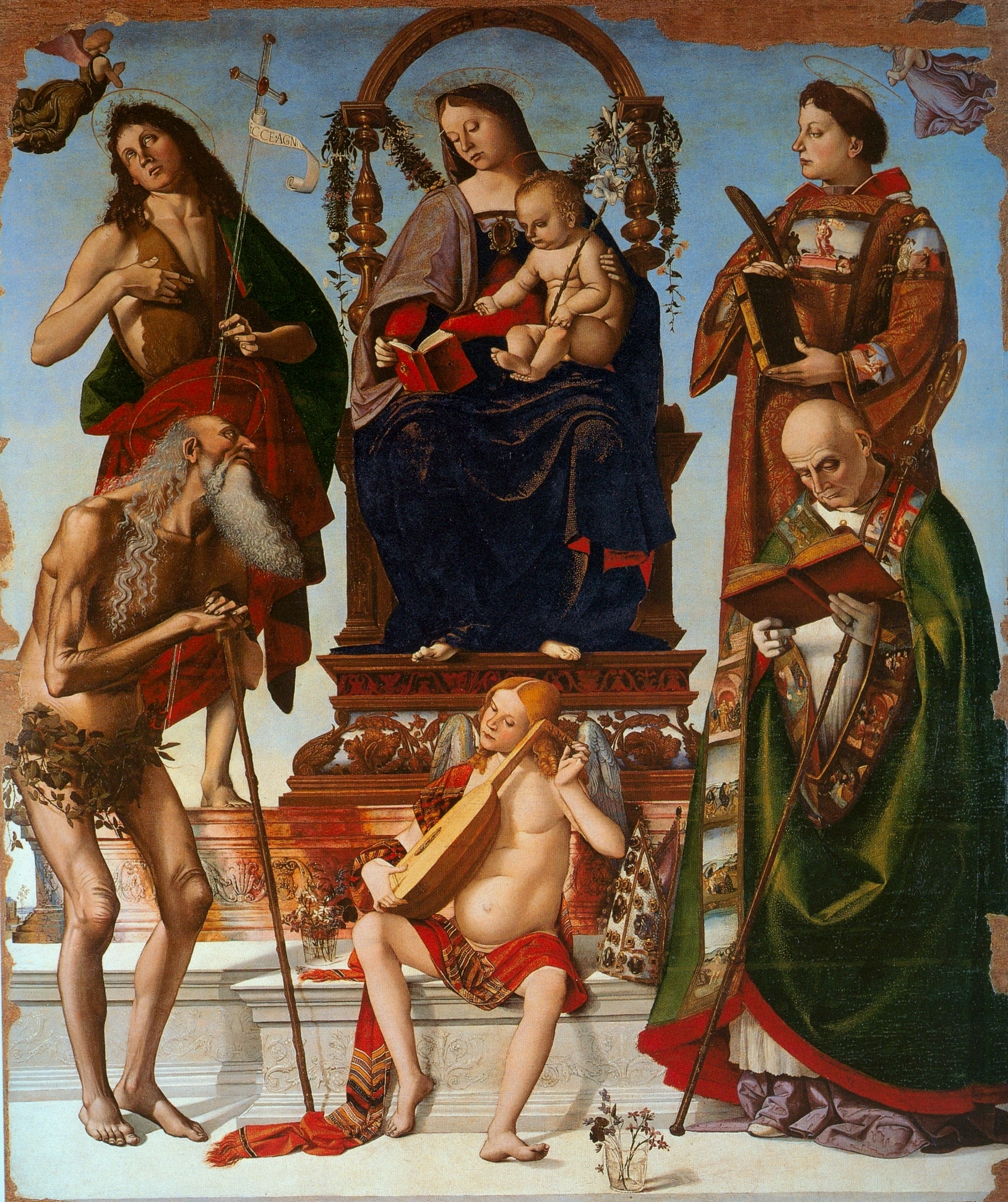
Luca Signorelli: Oltářní obraz Sacra conversatione: Madona mezi sv. Onufriem, janem Křtitelem, Vavřincem a Herkulanem

## Kapitulní muzeum
Museo capitolare sídlí v někdejším papežském paláci, postaveném počátkem 13. století a obydleném papežem Martinem IV. Pětkrát se zde uskutečnilo v letech 1216-1305 papežské konkláve.  Později byla budova adaptovaná pro kanovníky. Vystavuje se kolem 150 významných památek (obrazů, soch, relikviářů), přenesených z oltářů katedrály i z jiných kostelů arcidiecéze, dále paramenta a preciosa z katedrální klenotnice. K nejvýznamnějším patří:
- Obraz Panny Marie mezi svatými Onufriem (poustevníkem), Janem Křtitelem, Vavřincem a Herkulaneem, Luca Signorelli, 1484
- Tři gotické triptychy, nejvzácnější z nich namaloval Agnolo Gaddi